# Spaniens Grand Prix 2016
Spaniens Grand Prix 2016, officiellt Formula 1 Gran Premio De Espana Pirelli 2016, var ett Formel 1-lopp som kördes 15 maj 2016 på Circuit de Barcelona-Catalunya i Montmeló i Spanien. Loppet var det femte av sammanlagt tjugoen deltävlingar ingående i Formel 1-säsongen 2016 och kördes över 66 varv.

## Resultat

### Kval
| Pos.                    | Nr | Förare            | Konstruktör               | Kvaltid  | Kvaltid  | Kvaltid  | Grid |
| Pos.                    | Nr | Förare            | Konstruktör               | Q1       | Q2       | Q3       | Grid |
| ----------------------- | -- | ----------------- | ------------------------- | -------- | -------- | -------- | ---- |
| 1                       | 44 | Lewis Hamilton    | Mercedes                  | 1:23.214 | 1:22.159 | 1:22.000 | 1    |
| 2                       | 6  | Nico Rosberg      | Mercedes                  | 1:23.002 | 1:22.759 | 1:22.280 | 2    |
| 3                       | 3  | Daniel Ricciardo  | Red Bull Racing-TAG Heuer | 1:23.749 | 1:23.585 | 1:22.680 | 3    |
| 4                       | 33 | Max Verstappen    | Red Bull Racing-TAG Heuer | 1:23.578 | 1:23.178 | 1:23.087 | 4    |
| 5                       | 7  | Kimi Räikkönen    | Ferrari                   | 1:23.796 | 1:23.504 | 1:23.113 | 5    |
| 6                       | 5  | Sebastian Vettel  | Ferrari                   | 1:24.124 | 1:23.688 | 1:23.334 | 6    |
| 7                       | 77 | Valtteri Bottas   | Williams-Mercedes         | 1:24.251 | 1:24.023 | 1:23.522 | 7    |
| 8                       | 55 | Carlos Sainz Jr.  | Toro Rosso-Ferrari        | 1:24.496 | 1:24.077 | 1:23.643 | 8    |
| 9                       | 11 | Sergio Pérez      | Force India-Mercedes      | 1:24.698 | 1:24.003 | 1:23.782 | 9    |
| 10                      | 14 | Fernando Alonso   | McLaren-Honda             | 1:24.578 | 1:24.192 | 1:23.981 | 10   |
| 11                      | 27 | Nico Hülkenberg   | Force India-Mercedes      | 1:24.463 | 1:24.203 |          | 11   |
| 12                      | 22 | Jenson Button     | McLaren-Honda             | 1:24.583 | 1:24.348 |          | 12   |
| 13                      | 26 | Daniil Kvyat      | Toro Rosso-Ferrari        | 1:24.696 | 1:24.445 |          | 13   |
| 14                      | 8  | Romain Grosjean   | Haas-Ferrari              | 1:24.716 | 1:24.480 |          | 14   |
| 15                      | 20 | Kevin Magnussen   | Renault                   | 1:24.669 | 1:24.625 |          | 15   |
| 16                      | 21 | Esteban Gutiérrez | Haas-Ferrari              | 1:24.406 | 1:24.778 |          | 16   |
| 17                      | 30 | Jolyon Palmer     | Renault                   | 1:24.903 |          |          | 17   |
| 18                      | 19 | Felipe Massa      | Williams-Mercedes         | 1:24.941 |          |          | 18   |
| 19                      | 9  | Marcus Ericsson   | Sauber-Ferrari            | 1:25.202 |          |          | 19   |
| 20                      | 12 | Felipe Nasr       | Sauber-Ferrari            | 1:25.579 |          |          | 20   |
| 21                      | 94 | Pascal Wehrlein   | MRT-Mercedes              | 1:25.745 |          |          | 21   |
| 22                      | 88 | Rio Haryanto      | MRT-Mercedes              | 1:25.939 |          |          | 22   |
| 107 %-gränsen: 1:28.812 |    |                   |                           |          |          |          |      |
| Källor:                 |    |                   |                           |          |          |          |      |

### Lopp
Mercedesförarna Lewis Hamilton och Nico Rosberg körde ihop mellan kurva tre och fyra på det första varvet vilket tvingade båda förarna att bryta loppet. Max Verstappen vann loppet i sin debut för Red Bull och tog därmed sin första seger i Formel 1 karriären. Han blev i och med detta den yngsta vinnaren av ett Formel 1 lopp någonsin med sina 18 år och 228 dagar. Det tidigare rekordet innehades av Sebastian Vettel som var 21 år och 73 dagar gammal när han vann Italiens Grand Prix 2008. Kimi Räikkönen kom på andraplats och Sebastian Vettel kom på tredjeplats, båda för Ferrari.
| Pos.    | Nr. | Förare            | Konstruktör               | Varv | Tid/Bröt    | Grid | Poäng |
| ------- | --- | ----------------- | ------------------------- | ---- | ----------- | ---- | ----- |
| 1       | 33  | Max Verstappen    | Red Bull Racing-TAG Heuer | 66   | 1:41:40.017 | 4    | 25    |
| 2       | 7   | Kimi Räikkönen    | Ferrari                   | 66   | +0.616      | 5    | 18    |
| 3       | 5   | Sebastian Vettel  | Ferrari                   | 66   | +5.581      | 6    | 15    |
| 4       | 3   | Daniel Ricciardo  | Red Bull Racing-TAG Heuer | 66   | +43.950     | 3    | 12    |
| 5       | 77  | Valtteri Bottas   | Williams-Mercedes         | 66   | +45.271     | 7    | 10    |
| 6       | 55  | Carlos Sainz Jr.  | Toro Rosso-Ferrari        | 66   | +1:01.395   | 8    | 8     |
| 7       | 11  | Sergio Pérez      | Force India-Mercedes      | 66   | +1:19.538   | 9    | 6     |
| 8       | 19  | Felipe Massa      | Williams-Mercedes         | 66   | +1:20.707   | 18   | 4     |
| 9       | 22  | Jenson Button     | McLaren-Honda             | 65   | +1 varv     | 12   | 2     |
| 10      | 26  | Daniil Kvyat      | Toro Rosso-Ferrari        | 65   | +1 varv     | 13   | 1     |
| 11      | 21  | Esteban Gutiérrez | Haas-Ferrari              | 65   | +1 varv     | 16   |       |
| 12      | 9   | Marcus Ericsson   | Sauber-Ferrari            | 65   | +1 varv     | 19   |       |
| 13      | 30  | Jolyon Palmer     | Renault                   | 65   | +1 varv     | 17   |       |
| 14      | 12  | Felipe Nasr       | Sauber-Ferrari            | 65   | +1 varv     | 20   |       |
| 151     | 20  | Kevin Magnussen   | Renault                   | 65   | +1 varv     | 15   |       |
| 16      | 94  | Pascal Wehrlein   | MRT-Mercedes              | 65   | +1 varv     | 21   |       |
| 17      | 88  | Rio Haryanto      | MRT-Mercedes              | 65   | +1 varv     | 22   |       |
| Bröt    | 8   | Romain Grosjean   | Haas-Ferrari              | 56   | Bromsar     | 14   |       |
| Bröt    | 14  | Fernando Alonso   | McLaren-Honda             | 45   | Motor       | 10   |       |
| Bröt    | 27  | Nico Hülkenberg   | Force India-Mercedes      | 20   | Oljeläckage | 11   |       |
| Bröt    | 44  | Lewis Hamilton    | Mercedes                  | 0    | Kollision   | 1    |       |
| Bröt    | 6   | Nico Rosberg      | Mercedes                  | 0    | Kollision   | 2    |       |
| Källor: |     |                   |                           |      |             |      |       |

Noteringar
^1  – Kevin Magnussen kom på 14e plats i mål men fick ett 10-sekunders straff efter loppet för att ha orsakat en kollision med Jolyon Palmer.